# Ajuga integrifolia
Ajuga integrifolia là một loài thực vật có hoa trong họ Hoa môi. Loài này được Buch.-Ham. mô tả khoa học đầu tiên năm 1825.